# Plesná (Šumava)
Plesná (německy Lackenberg) je 1338 m vysoká hora na severozápadní Šumavě, v Železnorudské hornatině. Vrchol se nachází na hranici mezi Českem a Bavorskem, 5 km západně od Prášil.
Plesná má podobu širokého strukturního hřbetu z pararul a granodioritů s plochým vrcholem. Na jejím severovýchodním svahu se nachází široký a mělký rulový kar jezera Laka.

## Název
Hora se v minulosti nazývala i Debrník. Ale tento název je na státních mapách doložen pouze ve vydání státní mapy 1 : 5 000 z roku 2003 a v knize Zeměpisný lexikon ČR: Hory a nížiny z roku 2006.

## Přístup
Značené turistické stezky na Plesnou nevedou a jelikož je součástí území „Plesná a Poledník“, do nějž je nařízením Správy NP a CHKO Šumava vstup možný pouze po turistických značených trasách, je z české strany nepřístupná.